# Paulinho Moska
Pour les articles homonymes, voir Correa (homonymie) et Araújo (homonymie).
Cet article possède un paronyme, voir Mosca.
Paulo Corrêa de Araujo, connu aussi comme Moska ou Paulinho Moska, (Rio de Janeiro, 27 août 1967), est un chanteur, compositeur et acteur brésilien,,.
Il a commencé à jouer de la guitare à 13 ans avec ses amis. Guadué en cinéma et théâtre à la Casa das Artes de Laranjeiras (pt), à Rio. Il a intégré le groupe Garganta Profunda (pt), qui avait, dans son répertoire éclectique, plusieurs genres de la musique, compris ceux des Beatles et Tom Jobim à des óperas medievaux. En 1987, il a constitué le groupe musical Inimigos do Rei (pt) ("ennemis du roi"), avec des amis du groupe précédent, et aussi Luiz Nicolau et Luis Guilherme.

## Cinéma
En 2001, Moska a participé en acteur au film O Homem do Ano ("L'homme de l'année"), dont le rôle principal est joué par Murilo Benício. Au film, Moska joue le rôle d'un meurtrier professionnel.
Il a participé aussi de plusieurs mini-séries dans le Rede Globo par exemple, la Mulher, en 1998, au-delà du film "Amores Possíveis".

## Discographie

### CD
- (1993) Vontade
- (1995) Pensar é Fazer Música
- (1997) Contrassenso
- (1997) Através do Espelho (Ao Vivo)
- (1999) Móbile
- (2001) Eu Falso da Minha Vida o Que Eu Quiser
- (2003) Tudo Novo de Novo
- (2004) Nova Bis - The Best Of (Coletânea)
- (2007) + Novo de Novo
- (2008) Zoombido
- (2010) Muito Pouco (pt) - 2 CD

### DVD
- + Novo de Novo (2007)